# Handballclub Empor Rostock
Le  Handballclub Empor Rostock  est un club de handball allemand, basé à Rostock en Mecklembourg-Poméranie-Occidentale. Il fut le club le plus récompensé d’Allemagne de l'Est. Il évolue depuis 1993 en deuxième ou troisième division allemande.

## Historique
Le premier club fondé à Rostock fut le Rostocker Ballspielverein en 1923. Après la Seconde Guerre mondiale, Rostock-West, est lancé en 1946. En 1949, Rostock West s’intègre dans le BSG Motor Neptun (Betriebssportgemeinschaft Motor Rostock/VEB Schiffswerft Neptun), fondé le 10 octobre 1948, sous le nom de BSG Anker Rostock, dans le cadre d’une restructuration du sport est-allemand voulu par le pouvoir communiste. (Les BSG étaient des structures censées organiser le sport de masse et rattachées à un secteur de l’économie, ici, la construction automobile et les machines.) L’histoire des deux entités se confond donc pendant sept ans. La fusion s’avère efficace avec quatre titres de champions de RDA à 11 comme à 7. 
En 1955, un nouveau club de handball renaît sous le nom de Empor Rostock. En 1956, il récupère les meilleurs joueurs du Motor Neptun, qui continue seul son chemin en deuxième division. À la création du championnat national la DDR-Oberliga, Empor maintient son rang parmi les meilleures équipes de RDA. 
Empor se découvre aussi des ambitions européennes : finale de la Coupe des clubs champions en 1979 (battu par les Ouest-allemands du TV Großwallstadt), finale de la Coupe des Vainqueurs de Coupe en 1981 (battu par les Ouest-allemands du TuS Nettelstedt) et victoire dans la même compétition en 1982 contre le Dukla Prague (Tchécoslovaquie). Au début des années 1980, Empor se heurte à l'hégémonie du SC Magdebourg. Les derniers titres de champion remontent et 1986 et 1987. Après la réunification en 1991, le club est reversé en première division de la Bundesliga, mais descend en deuxième division au bout de la deuxième saison. Le club passe même deux saisons en ligue régionale, entre 2003 et 2005 et évolue désormais en 2. Bundesliga. Pendant cette période, il s'affranchit de la structure omnisports pour se consacrer exclusivement au handball sous le nom de Handballclub Empor.
L’équipe féminine a aussi été très performante, avec six titres de champions à 11 comme à 7 et une finale de Coupe des clubs champions contre le Žalgiris Kaunas (URSS) perdue en 1968.

## Palmarès

### Hommes
- Championnat de RDA en plein air  (1) : 1955
  - Vice-champion (5) en 1948, 1949, 1950, 1953, 1958
- Championnat de RDA en salle (10)' : 1953, 1954, 1955, 1956, 1957, 1968, 1973, 1978, 1986, 1987
  - Vice-champion (4) en 1970, 1980, 1981, 1982
- Coupe de RDA (7) : 1980, 1981, 1985, 1986, 1987, 1988, 1989
- Coupe des vainqueurs de coupe (C2) (1) : 1982
  - Finaliste en 1981
- Finaliste de la Coupe des clubs champions (C1) en 1979

### Femmes
- Championnat de RDA en plein air (3) : 1964, 1965, 1966
- Championnat de RDA en salle (3) : 1966, 1967, 1989
- Coupe des clubs champions (C1)
  - Finaliste : 1968
- Coupe de l'IHF (C3) :
  - Finaliste : 1983

## Personnalités liées au club

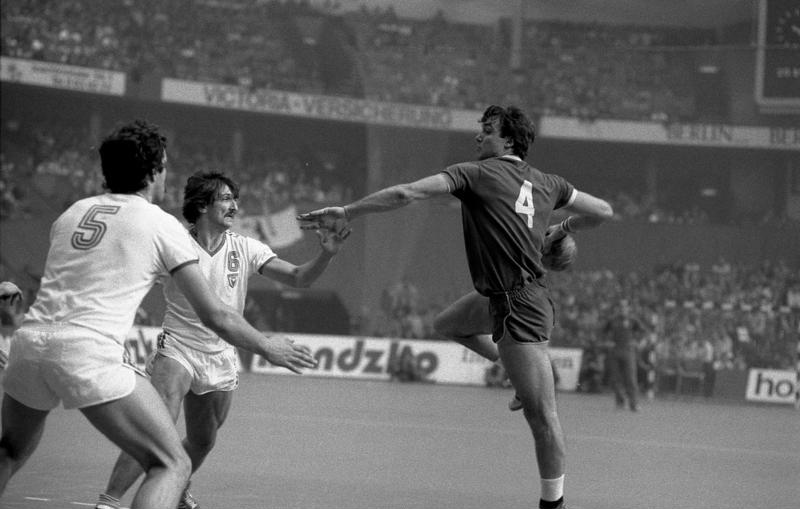
Frank-Michael Wahl en 1983

- Heike Dombrowski (de) : joueuse de 1983 à 1990, élu meilleure handballeuse est-allemand de l'année en 1989
- Dimitri Filippov : joueur de 2001 à 2002
- Reiner Ganschow : joueur formé au club puis entraîneur de 1985 à 1989
- Stanislav Koulintchenko : joueur de 1996 à 1998
- Bernard Latchimy : joueur d'août à septembre 2008
- Frank-Michael Wahl : joueur de 1973 à 1990, élu meilleur handballeur est-allemand de l'année en 1982, 1985, 1987